# Alexandra Rosenfeld
Pour les articles homonymes, voir Rosenfeld.
Alexandra Rosenfeld, née le 23 novembre 1986 à Béziers (Hérault), est une reine de beauté et chroniqueuse de télévision française. Elle a été élue Miss Languedoc 2005, puis Miss France 2006 et Miss Europe 2006. Elle est la 76e Miss France.

## Jeunesse et formation
Alexandra Rosenfeld a des origines espagnoles par sa mère et hongroises et espagnoles par son père dont une partie de la famille a été assassinée à Auschwitz pendant la Seconde Guerre mondiale.
En 2005, au moment où elle se présente au concours de Miss, elle prépare un BTS tourisme (2e année). À 18 ans, elle  est tout d'abord élue Miss Pays d'Hérault, puis Miss Languedoc le 6 août à Carnon.

## Miss France
Elle représente le Languedoc à l'élection de Miss France 2006 présentée par Jean-Pierre Foucault et retransmise en direct sur TF1. La présidente du jury est Læticia Hallyday, épouse de Johnny Hallyday, ce dernier étant également membre du jury. Lors de l'interview des demi-finalistes, Alexandra affirme « vouloir travailler dans la communication ».
Face à 44 candidates, Alexandra Rosenfeld est élue Miss France 2006, à 19 ans. Elle succède à Cindy Fabre et devient la 76e Miss France.
Ses dauphines sont :
- 1re dauphine : Sophie Ducasse (Miss Île-de-France)
- 2e dauphine : Laura Fasquel (Miss Albigeois Midi-Toulousain)
- 3e dauphine : Élodie Lebon (Miss Réunion)
- 4e dauphine : Virginie Gaudenèche (Miss Pays de l'Ain)
- 5e dauphine : Élodie Thomas (Miss Berry)
- 6e dauphine : Emmanuelle Darman (Miss Nouvelle-Calédonie)

## Miss Europe
Elle est élue Miss Europe 2006, le 27 octobre 2006, à Kiev.
Ses dauphines sont : 
- 1re dauphine : Alena Avramenko (Miss Ukraine)
- 2e dauphine : Laura Ojeda (Miss Espagne)
- 3e dauphine : Katarzyna Borowicz (Miss Pologne)
- 4e dauphine : Yulia Sindzheyeva (Miss Biélorussie).

Durant son année de Miss France, elle voyage en France métropolitaine et en outre-mer (dont La Réunion) pour les élections de Miss et galas régionaux, et découvre la Suisse, Monaco, la Tanzanie, les États-Unis et l'Ukraine.
Le 9 décembre 2006, au Palais des congrès du Futuroscope, elle transmet sa couronne à Rachel Legrain-Trapani, Miss Picardie élue Miss France 2007.

## L'après Miss France
En octobre 2007, Alexandra Rosenfeld participe avec onze autres Miss France au projet Calendrier 2008 en faveur de l'association ELA parrainée par Zinédine Zidane. Elle a posé sous l'objectif de Peter Lindbergh (celui-ci a  réalisé le calendrier des Dieux du stade 2009, organisé par le club de rugby du Stade français, dans lequel pose pour la 4e fois, Sergio Parisse, le compagnon d'Alexandra).
Le 8 décembre 2007, elle est membre du jury de l'élection de Miss France 2008 se déroulant au Palais des congrès de Dunkerque. Miss Réunion Valérie Bègue y est élue Miss France.
Elle a participé sept fois comme candidate au jeu Fort Boyard sur France 2 : en 2006 donc (lors de son année de Miss France) puis en 2008, 2011, 2014, 2015, 2018 et 2020.
En 2009, elle participe au rallye Aicha des Gazelles au Maroc avec d'autres Miss, notamment Valérie Bègue.
Elle est consultante sportive sur la chaîne spécialisée CFoot entre 2011 et 2012.
Elle témoigne dans le documentaire Miss France la soirée d'une vie diffusé après l'élection de Miss France 2012 sur TF1. Son témoignage est rediffusé dans le documentaire Il était une fois Miss France sur TMC le 20 novembre 2013.
Le 8 décembre 2012, elle fait partie du jury de l'élection de Miss France 2013 au Zénith de Limoges. Elle apparaît également lors du défilé des anciennes Miss France avant la désignation de Miss France 2013.
Elle participe comme « passager mystère » dans un épisode de la saison 9 de Pékin Express au printemps 2013 sur M6.
D'octobre 2013 au printemps 2014, elle anime avec son conjoint Jean Imbert, « Recettes de fous » dans le magazine d'informations 100 % Mag sur M6.
Elle participe régulièrement à l'émission Vendredi tout est permis animée par Arthur sur TF1.
En 2015-2016, elle dirige un e-shop, chezalexetchantal.com, une boutique en ligne avec des marques pour hommes, femmes, maison et enfants. Elle est également créatrice de la ligne de vêtements pour enfants « Alexandra Rosenfeld ».
En janvier 2019, elle participe à la saison 4 du Meilleur Pâtissier, spécial célébrités sur M6.
Elle participe à l'émission de téléréalité de TF1 Je suis une célébrité, sortez-moi de là ! tournée en Afrique du Sud en février 2019, puis diffusée pendant l'été. Elle remporte 10 000 euros pour l'organisation Action contre la faim.

## Vie privée

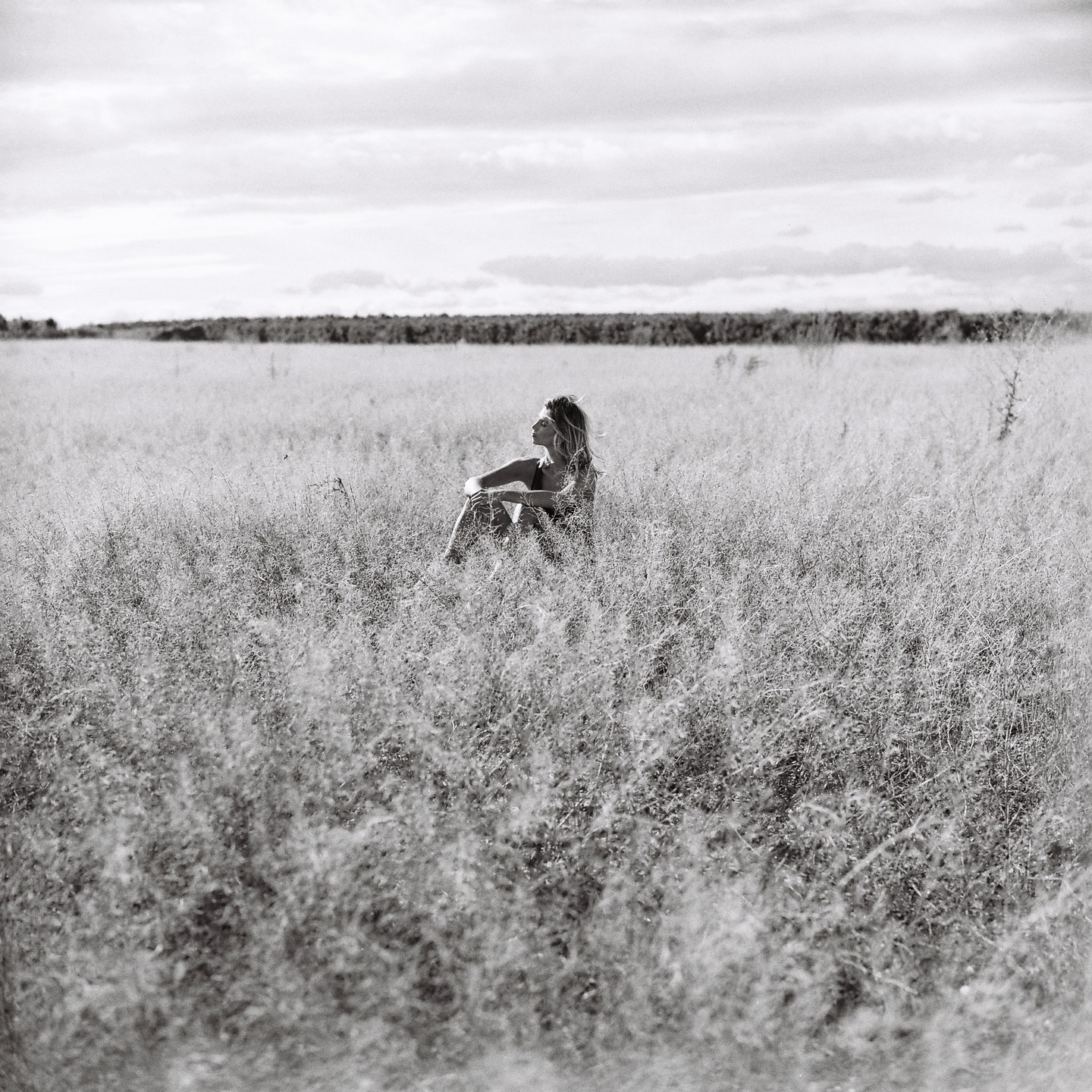
Alexandra Rosenfeld en 2015.

Alexandra a épousé Sergio Parisse, joueur de rugby de l'équipe d'Italie et du Stade français, le 5 juillet 2010 à la mairie de Saint-Thibéry, en présence notamment de Sylvie Tellier, Rachel Legrain-Trapani, Valérie Bègue et Malika Ménard. De cette union nait une fille, Ava, le 23 août 2010 à Béziers, dont la marraine est Valérie Bègue (Alexandra Rosenfeld est elle-même marraine de Jazz, née le 20 octobre 2012 l'enfant de Valérie Bègue et Camille Lacourt). Le couple divorce en 2013.
Le 16 mai 2013, elle officialise sa relation avec Jean Imbert, cuisinier gagnant de la 3e saison de l'émission Top Chef en 2012. Le couple se sépare en juillet 2014.
Depuis juin 2018, elle est en couple avec le journaliste Hugo Clément,. En juillet 2019, le couple annonce attendre un enfant,. Il s'agit d'une fille, prénommée Jim, née le 3 janvier 2020.

## Engagements associatifs
- Marraine de l'association Tourisme et Handicaps[12].
- Marraine de l'association Ninoo.
- Marraine des Bonnes Fées (association créée sur l'initiative de Sylvie Tellier, et dans laquelle s'engagent d'ancienne Miss France et la Miss France en titre).

## Palmarès
- Miss Pays de l'Hérault 2005
- Miss Languedoc 2005
- Miss France 2006
- Miss Europe 2006